# Marit Byskrifvers
Marit Byskrifvers, född Maret Jensdaatter, död 1670, var en av de åtalade för häxeri i häxprocessen i Marstrand under det stora oväsendet.

## Biografi
Marit Byskrifvers var änka efter en byskrivare, Jörgen Carstensen Byskrifuers. 

### Bakgrund
Hon var en av de många personer som angavs för häxeri av Ragnill Jens Svenses under rannsakningarna i Marstrand. 
Ragnille uppgav under konfrontation med Marit vara den värsta av trollpackorna nästa efter Malin Ruthz, och för att ha deltagit i den trolldom där häxorna satte ned kopparhästar i havet för att driva bort sillen från land och skapa dålig fiskelycka, och att Marit hade lovat folk ont, och rekommenderade att Marit borde utsättas för vattenprovet som hon själv blivit. På frågan från domstolen svarade Ragnille att fisket inte skulle förbättras förrän trolldomen med kopparhästarna var upphävda: 
"Neij, de kan ingen fisk få, för ähn de får dem upp, de skulle låte dem som hon nu har uppropat, tage dem upp igen, eftersom de med flere andre hafuer satt dem neder, och når de komme up få de fisk nog".

### Rättegång
Marit Byskrifvers förnekade anklagelserna. Borgaren Gilbert Willumsen och hans hustru Margareta vittnade om att Marit den 8 april 1663 setts 
lägga en trollpåse under hallen som låg över rännstenen framför Gilberts port. 
Agnete Peter Wefuers uppgav att hon hade gått två ärenden till Marit som berörde trolldom. Hon hade, då hon var barn, lagt en "knuta" i kyrkan för att Hans Capellan och Scholemester, skulle förälska sig i Marit; trolldomen misslyckades dock när Hans inte passerade den tänkta vägen. Hon hade ytterligare en gång ombetts gå ett ärende, men hennes mor hade få förbjudit henne. Hon vittnade att Marit varit omtalad för att ha förgjort Peder Olsen, som länge varit sjuk. 
När Marit fortsatte att neka beslöt rätten att underkasta henne vattenprovet. Hon misslyckades med vattenprovet 10 juli. Hon fortsatte att neka till anklagelserna. Den 19 juli, när Ragnille återigen bekräftat sina anklagelser mot Marit och Malin Ruths, nekade hon ännu en gång utom till en sak; hon medgav att hon hade gett en knut till Agnete Petter Wefuers men sade att denna gjorts av Agnetes mor och syster. 27 juli erkände hon att hon som ogift en gång anlitat en nu död kvinna vid namn Gunelle i Kungälv att trolla för att få Per Ollsen förälskad i henne. Hon fortsatte att neka till att vara häxa. Till slut bekände Marit. Hon bekände att hon i drömmen 26 år sedan hade bitit huvudet av en docka och sedan tyckt sig sväva i luften och ridit på djävulen i skepnad av ett brunt lamm till Björnängen, där hon mötte Ragnille Jens Swenses, Malin Ruthz, Karin Klåckers och Skåtte Gunelle (redan avliden), och där ätit i Satans namn. 
Marit sade sig dock ha blivit fri från häxeriet med hjälp av den nu avlidna kyrkoherden herr Biörn, och alltså inte längre var en häxa. 
Den 2 augusti försökte Marit Byskrifuers återta hela sin bekännelse, men avlade sedan en fullständig bekännelse om att det var Skåtte Gunelle
som gjort henne till häxa och tagit henne till häxsabbaten på Björnängen. Hon bekände att hon två gånger ridit på Satan i gestalt av ett brunt lamm till Blåkulla tillsammans med Malin Ruthz, Skotte Gunelle, Ragnill Jens Svenses och Karin Klockers, tjänstgjort som Satans präster och förorsakat borgaren Peder Olsens sjukdom med hjälp av trolldom. Hon bekräftades även Ragnills anklagelse mot Malin Ruthz. 
Hon vidhöll dock att hon bekänt och fått absolution för allt hos Herr Biörn. Hon medgav att hon orsakat borgare Per Olsens långvariga sjukdom men vägrade medge mer. 

### Dom och avrättning
6 augusti 1669 dömdes hon av rådhusrätten till döden. Rätten dömde henne som skyldig till avrättning med hänvisning till hennes egen bekännelse om att hon: 
"tvänne gånger redet på zathan uthi et brunt lambs lijknelse till och från Biörn Engen och dher tillijka med Malin Rutz, Skotte Gunelle, Ragnelle Jöns Suenses och Karin Klockers warit zathans präster och låtit sig af honnom trachtera och elliest länge warit berychtat at hafua warit orsaak till den långsamme siukdomb, som borgiaren Pedher Ollsen så lenge och ynkeligen hafuer dragetz medh, det hon och godwilligen hafuer bekent, med flere beskyldninger, som öfuer henne är inkombne och in actis finnes".
Flera personer anklagades för häxeri i Marstrand, men av dessa avrättades endast tre: Ragnill Jens Svenses, Malin Ruthz och Marit Byskrifvers. Marits och Ragnills dödsdomar bekräftades av trolldomskommissionen i november 1670, då rätten uttalade att de borde brännas levande, men benådades till att halshuggas först för att förhindra att de råkade i sådana förtvivlan att deras själar slutgiltigt togs av Satan.
I april 1670 öppnade den andra trolldomskommissionen i Bohuslän sin verksamhet i Kungälv. Dit fördes då Per Larsson, hans dotter Anna Persdotter, Gertrud Corporals, Ragnela Jöns Svenses, Marit Byskrifvers och Malin i Viken (Börta Sunnerborg, Börta Crämars och Karin Skiöttis hade då avlidit); samtliga tog tillbaka sina bekännelser och angivelser innan de avrättades.